# Challenger de Almaty II 2021
El torneo Almaty Challenger II 2021 fue un torneo profesional de tenis. Perteneció al ATP Challenger Series 2021. Se disputó en su 6.ª edición sobre superficie tierra batida, en Almaty, Kazajistán, entre el 14 y el 20 de junio de 2021.

## Jugadores participantes del cuadro de individuales
| Favorito | País                  | Jugador          | Rank1 | Posición en el torneo |
| -------- | --------------------- | ---------------- | ----- | --------------------- |
| 1        | Bandera de Eslovaquia | Andrej Martin    | 108   | Semifinales           |
| 2        | Bandera de Egipto     | Mohamed Safwat   | 162   | Segunda ronda         |
| 3        | Bandera de Bélgica    | Kimmer Coppejans | 174   | Primera ronda         |
| 4        | Bandera de Italia     | Lorenzo Giustino | 178   | Primera ronda         |
| 5        | Bandera de Kazajistán | Dmitry Popko     | 195   | Segunda ronda         |
| 6        | Bandera de Uzbekistán | Denis Istomin    | 204   | Primera ronda         |
| 7        | Bandera de Brasil     | João Menezes     | 211   | Segunda ronda         |
| 8        | Bandera de Canadá     | Brayden Schnur   | 225   | Cuartos de final      |

- 1 Se ha tomado en cuenta el ranking del 31 de mayo de 2021.

### Otros participantes
Los siguientes jugadores recibieron una invitación (wild card), por lo tanto ingresan directamente al cuadro principal (WC):
- Dostanbek Tashbulatov
- Denis Yevseyev
- Beibit Zhukayev

Los siguientes jugadores ingresan al cuadro principal tras disputar el cuadro clasificatorio (Q):
- Jesper de Jong
- Ergi Kırkın
- Vladyslav Orlov
- Vitaliy Sachko

## Campeones

### Individual Masculino
- Jesper de Jong derrotó en la final a  Marcelo Tomás Barrios Vera, 6–1, 6–2

### Dobles Masculino
- Vladyslav Manafov /  Vitaliy Sachko derrotaron en la final a  Corentin Denolly /  Adrián Menéndez Maceiras, 6–1, 6–4